# Kelly Oliver
Kelly Oliver (nascida em 1958) é uma filósofa americana especializada em feminismo, filosofia política e ética. Ela é professora de filosofia na Universidade Vanderbilt em Nashville, Tennessee. Ela também é fundadora do jornal filosófico feminista philoSOPHIA.